# Faule Grete

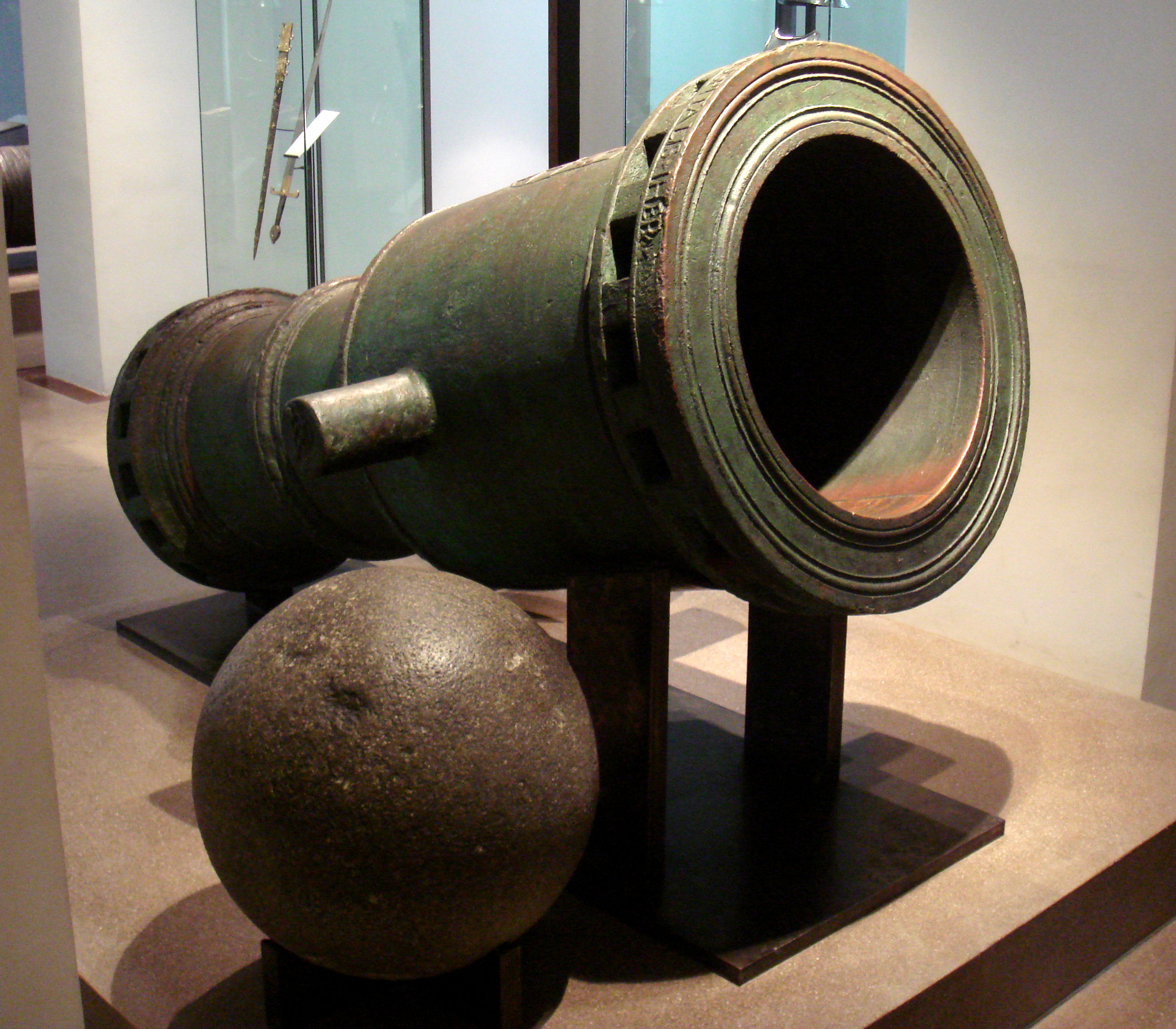
Bombarde en bronze des Hospitaliers fondue en 1480. La Faule Grete avait sans doute une forme semblable, mais de plus grande taille.

La Faule Grete (Grete la paresseuse en allemand, allusion à l'absence de mobilité et la cadence de tir de ces très gros canons) est un supercanon médiéval de l'Ordre Teutonique. La bombarde en bronze fut coulée en 1409 dans la fonderie de canons de Marienbourg par la fondeur Heynrich Dumechen. Selon les livres de comptes de l'ordre, les coûts de construction s'élevèrent à 278,5 marks, une somme équivalente au prix d’environ 1160 bœufs.
Emprunté par le margrave Frédéric Ier de Brandebourg en 1413, le canon contribua à briser l'opposition de la chevalerie nationale en trois semaines, ce qui permet à Frédéric de jeter les bases de la montée en puissance de la dynastie des Hohenzollern qui plus tard devait diriger la Prusse et le Reich allemand.
Outre la Faule Grete, un certain nombre de supercanons européens du XVe siècle sont connus pour avoir été employés principalement dans la guerre de siège, dont le Pumhart von Steyr, le Dulle Griet et le Mons Meg tous trois en fer forgé ainsi que le Grose Bochse — également fabriqué pour les chevaliers Teutoniques — et le Faule Mette en bronze coulé.